# Fritz Hösli

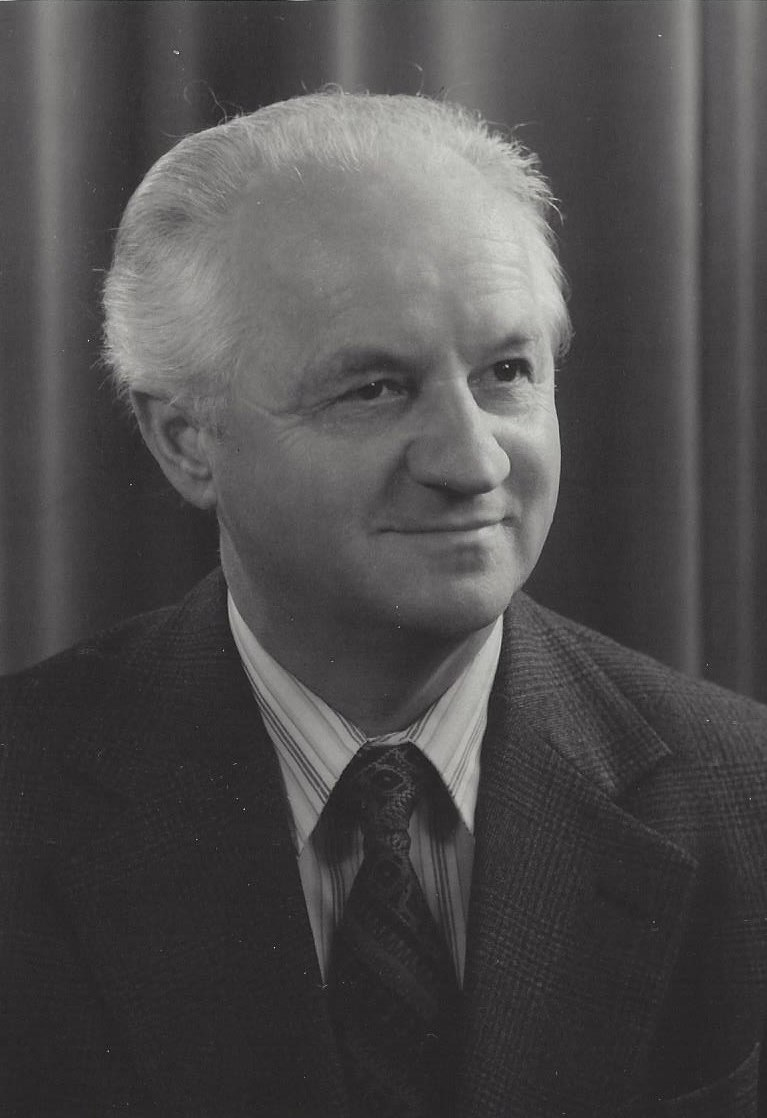
Fritz Hösli, 1989

Fritz Hösli (* 31. August 1922 in Glarus; † 10. April 2002 ebenda) war ein Schweizer Politiker. Er war Mitglied der Demokratischen und Arbeiterpartei und ab 1971 der SVP. 
Fritz Hösli wohnte in Diesbach im Kanton Glarus und war dort auch heimatberechtigt. Er war Vizedirektor der Tuchfabrik Hefti und Co. in Hätzingen. 
Hösli war von 1948 bis 1990 Gemeinderat von Diesbach. Von 1964 bis 1971 gehörte er dem Landrat an. 1971 bis 1988 war er Regierungsrat des Kantons Glarus. Er stand bis 1974 der Polizeidirektion und dann die Sanitäts- und Fürsorgedirektion vor. 1986–88 war er Landesstatthalter. 
Parallel zur Tätigkeit auf kantonaler Ebene war er national tätig: 1978 bis 1991 war er im Nationalrat. Seine Schwerpunkte waren die Sozial- und Gesundheitspolitik.